# Clemensallmenningen

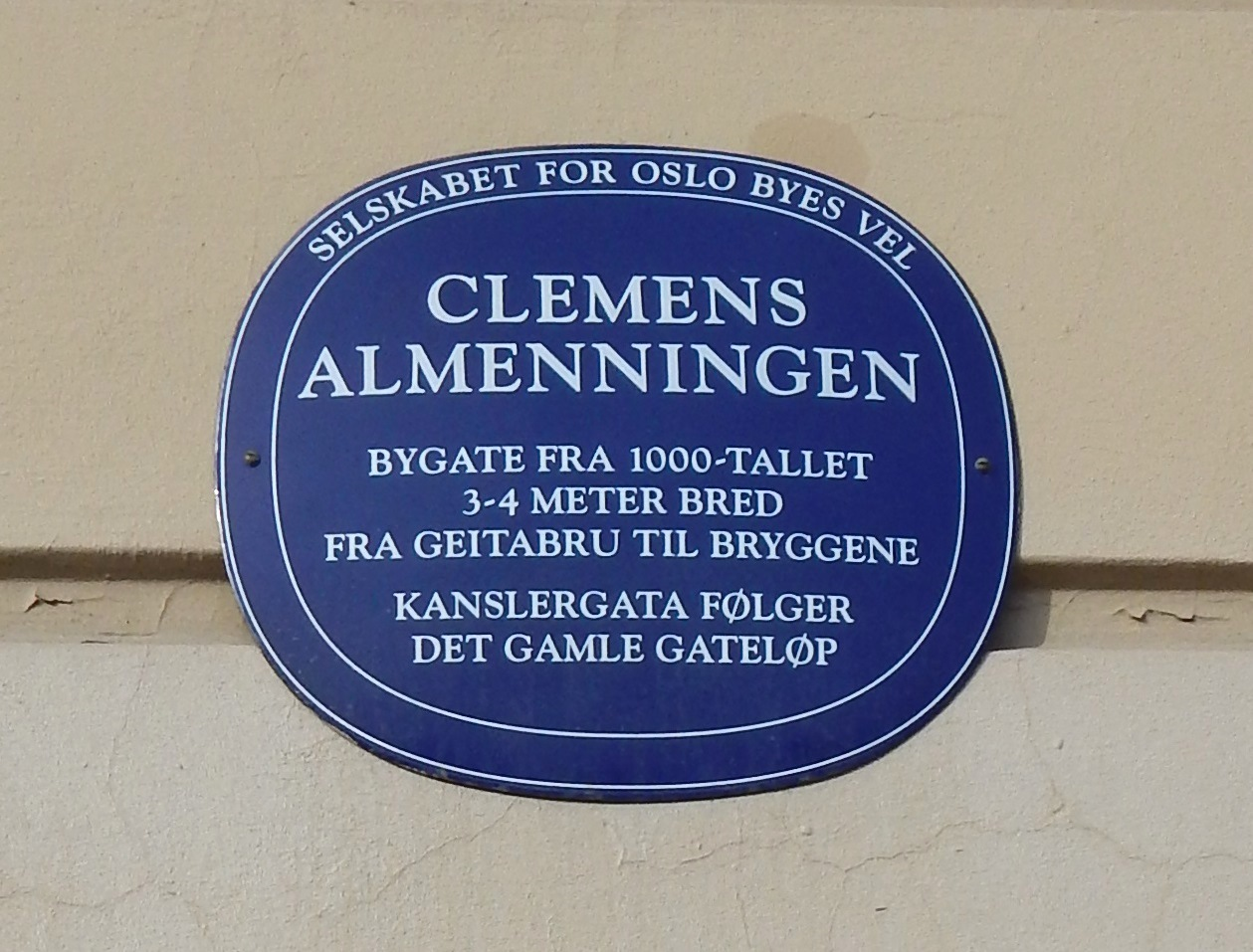
Blå skylt på väggen på Kanslergata

Clemensallmenningen var en allmänning och gata i Medeltidsstaden Oslo i Norge. Den gick på tvärs väst-öst i staden, medan "stretena" gick på längden nord-syd.  
Clemensallmenningen löpte mellan Bjørvika i väster och Alnaelva i öster. Den östra delen av gatan är bevarad i Kanslergata. Den västra delen finns idag inte markerad i terrängen.
Gatan hade namn efter Clemenskirken som låg omedelbart sydväst om korsningen Clemensallmenningen/Østre strete. Enligt arkeologer var det omkring denna gatukorsning som Oslos struktur som stad började utvecklas omkring år 1000. Längre västerut korsade Clemensallmenningen Vestre strete, vilken etablerades något senare. 
I öster, över Alnaelva, byggdes Geitabru förhållandevis tidigt. Bron är känd bland annat från sagalitteraturen. Geitabru sammanknöt Clemensallmenningen med vägen över utmarkerna och upp över Ekebergskrenten, den nedre delen av dagens Ekebergveien, medeltidens kungsväg över Ekeberg.
Den andra av Medeltidsstadens allmänningar, vars namn är känt idag, är Biskopsallmenningen. Biskopsallmenningen låg strax norr om Clemensallmenningen. Den är inte helt parallell, utan gick ner mot Björvika något i vinkel mot Clemensallmenningen.